# Sepiella
Sepiella is een geslacht van weekdieren uit de familie van de Sepiidae.

## Soorten
- Sepiella cyanea Robson, 1924
- Sepiella inermis (Van Hasselt [in Férussac & d'Orbigny], 1835)
- Sepiella japonica Sasaki, 1929
- Sepiella mangkangunga A. Reid & Lu, 1998
- Sepiella ocellata Pfeffer, 1884
- Sepiella ornata (Rang, 1837)
- Sepiella weberi Adam, 1939

### Synoniemen
- Sepiella maindroni Rochebrune, 1884 => Sepiella inermis (Van Hasselt [in Férussac & d'Orbigny], 1835)
- Sepiella melwardi Iredale, 1954 => Sepiella weberi Adam, 1939